# Aldgisl
Aldgisl (Nieuwfries: Adgils of Aldgillis) ( — circa 680) was een Friese heerser. Volgens een geschrift van Stephanus Eddius was hij een Friese koning uit de tweede helft van de 7e eeuw. Deze metgezel en hagiograaf van bisschop Wilfrid van York (634-709) leefde in dezelfde tijd en is onze enige oorspronkelijke bron over Aldgisl.

## Koning of hertog
In de vroegmiddeleeuwse Historia ecclesiastica uit 731 van Beda, een Engelse monnik uit Northumbria, wordt Aldgisl koning genoemd van de Friezen, een in de vroege middeleeuwen gebruikelijke titel bij de Germanen voor hun gekozen krijgsheer. Dat Beda hem koning noemt is voor historici van wezenlijk belang, omdat de Frankische bronnen uit die tijd de Friezen steeds als een onderworpen volk aanduiden: zo worden de Friese leiders in hun geschriften hertogen genoemd en geen koningen. Hertogen waren bij de Franken leenmannen en onderhorig aan de koning. Bij de Friezen was hun krijgsheer een gemeenschappelijke aanvoerder, een koning, waaronder zij zich aaneen gesloten hadden tegen een gemeenschappelijke vijand. Omdat de Merovingische bronnen niet altijd even betrouwbaar zijn, wordt door historici meer waarde gehecht aan Beda's beschrijving en betiteling van Aldgisl, dan aan die uit de Frankische bronnen.

## Geschiedenis
Aldgisl had zijn machtsbasis in het centrale rivierengebied in de tegenwoordige provincies Holland en Utrecht. en van daaruit heerste hij vermoedelijk ook over het huidige Friesland. Volgens historici als Boeles en Halbertsma strekte zijn heerschappij zich uit van het Zwin (bij Brugge) tot aan de Wezer. Hij resideerde waarschijnlijk in Dorestad of Fresdore, 'sterkte van de Friezen' (nooit gelokaliseerd) en niet als Radboud na hem in Utrecht.

### De Franken en hofmeier Ebroin
Onder de voorgangers van Aldgisl is er voortdurend sprake van oorlog met de Franken waarbij de inzet van de vijandelijkheden steeds het beheersen van de oude Romeinse grensversterkingen is geweest. De Frankische vorsten beschouwden zich als de erfgenamen van de Romeinse keizers. Omstreeks 650 hadden de Friezen (mogelijk onder Aldgisl zelf) de Frankische expansie in de Rijndelta een halt toegeroepen. Van Aldgisl zelf is niet bekend dat hij oorlog voerde met zijn zuiderburen. Tijdens zijn bewind is het omstreden gebied stevig in Friese handen. In Ebroin, de hofmeier van koning Theuderik III, trof hij een machtige tegenstander. Ebron voerde een agressieve expansiepolitiek, maar diens pogingen Fries grondgebied in bezit te krijgen mislukten.
De bronnen geven de indruk dat Aldgisl meer was dan alleen een krijgsheer. Hij wordt gezien als een vrij machtig persoon, die zich weinig aantrok van de grootste natie van toen, de Franken. Wat opvalt, is dat hij een zelfstandige politiek voerde, los van het Frankische rijk. Zoiets ging niet vanzelf en daarvoor was een lange periode van machtsopbouw nodig.  Daarom wordt wel aangenomen dat hij lang aan het bewind is geweest, mogelijk al vanaf ± 650.

### Wilfrid van York
Aldgisl bood in de winter van 678-679 onderdak aan bisschop Wilfrid van York in zijn kasteel (palatium) toen deze op doorreis was naar Rome. De biograaf Stephanus vermeldde niet waar Aldgisl de bisschop ontving. Aldgisl weigerde aan het verzoek van de Frankische hofmeier Ebroin, te voldoen om Wilfrid aan Ebroin uit te leveren. Wilfrid had de kant van de Austrasische aristocratie gekozen in het conflict met de Neustrische Ebroin. De Austrasische edelen hadden de naar Ierland verbannen Merovingische prins Dagobert II in 674 terug kunnen brengen, nadat hij met Wilfrids hulp was opgespoord. Daarom kon Wilfrid niet via het handelsknooppunt Quentovic in Neustrië naar de paus in Rome reizen. Hij moest door Fries gebied en over Austrasië een omweg maken. De brief met Ebroins verzoek werd ten overstaan van de gezanten door Aldgisl verscheurd en verbrand. Hij wilde het gastrecht, dat bij de Germaanse volken hoog in het vaandel stond, niet schenden. Het werd Wilfrid zelfs toegestaan missiewerk te verrichten, al was het aantal door hem gedoopte heidenen, Beda schreef over 'vele duizenden', erg overdreven. De koning en de sociale bovenlaag bekeerden zich in ieder geval niet. Aldgisl werd opgevolgd door Radboud (Fries: Redbad).

## Frankische naamgenoten
Opvallend is dat hij min of meer dezelfde naam had als de Austrasische hofmeier Aldegisel en diens tijdgenoot Adalgisel Grimo, die ongeveer een generatie eerder leefden. Driekwart eeuw eerder was er tevens al een hofmeier Audegisl. Dit kan toeval zijn, maar het is ook niet onaannemelijk dat dit er op wijst, dat er eind zesde, begin zevende eeuw sprake kan zijn geweest van huwelijksallianties tussen Friese machthebbers en Frankische hofmeiers, die niet zijn overgeleverd in de schriftelijke bronnen.

## Voetnoten
1. ↑  (en) Ziegler, Michelle, The Ripon Connection? Willibrord, Wilfrid, and the Mission to Frisia. The Heroic Age (2003). Geraadpleegd op 30 juli 2010. “There, King Aldgisl, who is unknown outside of Stephanus' account (...)”
2. ↑  Luit van der Tuuk (2018), Radbod, koning in twee werelden, pag. 29, Utrecht.
3. ↑  D.P. Blok (1979), De Franken in Nederland, Haarlem.
4. ↑  W.A. van Es en W.A.M. Hessing, Romeinen, Friezen en Franken in het hart van Nederland, 1994, Utrecht
5. ↑  L.v.d.Tuuk (2013), De Friezen, Uitgeverij Omniboek, Utrecht, p. 120
6. ↑  Herre Halbertsma, Het rijk van de Friese koningen, opkomst en ondergang, Utrecht, 2001, pp. 88-90.